# Kanumarathon-Weltmeisterschaften 2002
Die 10. Kanumarathon-Weltmeisterschaften fanden am 28. und 29. September 2002 im spanischen Zamora statt. Der austragende Verband war die ICF.
Die Länge der Strecke betrug 35 km.
Es wurden vier Wettbewerbe für Männer und zwei Wettbewerbe für Frauen ausgetragen.

## Medaillengewinner

### Herren

#### Canadier
| Disziplin | Gold                             | Zeit          | Silber                               | Zeit          | Bronze                                | Zeit          |
| --------- | -------------------------------- | ------------- | ------------------------------------ | ------------- | ------------------------------------- | ------------- |
| C1        | Tschechien Pavel Bednář          | 2:57:18,710 h | Frankreich Lionel Dubois-Dunilac     | 2:57:20,480 h | Spanien Pedro Areal Abreu             | 2:58:44,930 h |
| C2        | Ungarn Edvin Csabai Attila Györe | 2:45:47,280 h | Tschechien Viktor Jirasky Jan Machac | 2:46:25,940 h | Ungarn Zsolt Gilanyi Gabor Kolozsvari | 2:46:28,590 h |

#### Kajak
| Disziplin | Gold                                            | Zeit          | Silber                                   | Zeit          | Bronze                                              | Zeit          |
| --------- | ----------------------------------------------- | ------------- | ---------------------------------------- | ------------- | --------------------------------------------------- | ------------- |
| K1        | Spanien Manuel Busto Fernández                  | 2:32:55,470 h | Dänemark Torsten Tranum                  | 2:32:56,050 h | Ungarn Attila Jámbor                                | 2:32:56,660 h |
| K2        | Norwegen Eirik Verås Larsen Nils Olav Fjeldheim | 2:23:30,260 h | Niederlande Edwin de Nijs Dolph te Linde | 2:23:31,520 h | Spanien Manuel Busto Fernández Julio Martinez Gomez | 2:23:33,160 h |

### Damen

#### Kajak
| Disziplin | Gold                               | Zeit          | Silber                                  | Zeit          | Bronze                                    | Zeit          |
| --------- | ---------------------------------- | ------------- | --------------------------------------- | ------------- | ----------------------------------------- | ------------- |
| K1        | Italien Elisabetta Introini        | 2:51:22,520 h | Spanien Mara Santos Garcia              | 2:51:28,060 h | Norwegen Marianne Fjeldheim               | 2:51:37,100 h |
| K2        | Ungarn Kornelia Szonda Renáta Csay | 2:34:58,040 h | Deutschland Anett Schuck Wiebke Pontzen | 2:41:31,960 h | Polen Barbara Przybylska Marzana Michalak | 2:41:33,110 h |

## Medaillenspiegel
| Rang   | Nation      | Gold | Silber | Bronze | Gesamt |
| ------ | ----------- | ---- | ------ | ------ | ------ |
| 1      | Ungarn      | 2    | 0      | 2      | 4      |
| 2      | Spanien     | 1    | 1      | 2      | 4      |
| 3      | Tschechien  | 1    | 1      | 0      | 2      |
| 4      | Norwegen    | 1    | 0      | 1      | 2      |
| 5      | Italien     | 1    | 0      | 0      | 1      |
| 6      | Deutschland | 0    | 1      | 0      | 1      |
| 6      | Frankreich  | 0    | 1      | 0      | 1      |
| 6      | Niederlande | 0    | 1      | 0      | 1      |
| 6      | Dänemark    | 0    | 1      | 0      | 1      |
| 10     | Polen       | 0    | 0      | 1      | 1      |
| Gesamt | Gesamt      | 6    | 6      | 6      | 18     |